# Lowestoft Ness
Lowestoft Ness är en udde i Storbritannien.   Den ligger i grevskapet Suffolk och riksdelen England, i den sydöstra delen av landet, 170 km nordost om huvudstaden London.
Det är den östligaste punkten på de brittiska öarna. 